# Richard Frankfurter
Richard Otto Frankfurter (ur. 12 grudnia 1873 w Bielsku, zm. 2 lutego 1953 w Montevideo) – niemiecki prawnik, dziennikarz i polityk lewicowo-liberalny pochodzenia żydowskiego.

## Życiorys
Urodził się w Bielsku (dziś Bielsko-Biała) na Śląsku Austriackim w rodzinie żydowskiej i w młodości wyjechał do Niemiec. Skończył berlińskie Gimnazjum Cesarza Wilhelma, a następnie studiował prawo na Uniwersytecie Ruprechta i Karola w Heidelbergu oraz Uniwersytecie Fryderyka Wilhelma w Berlinie. Po uzyskaniu doktoratu osiadł w Berlinie na stałe. Podczas I wojny światowej przewodniczył od 1915 do 1918 Wydziałowi Zaopatrzenia Przemysłu w Cudzoziemską Siłę Roboczą Komendantury Berlińskiej, a w latach 1917–18 przejął również obowiązki związane z prasą zagraniczną i propagandą kulturalną w Ministerstwie Spraw Zagranicznych. W tym okresie zaczął ponadto swą działalność jako dziennikarz polityczny i felietonista, a także autor książek. Po wojnie zamieszkał w berlińskim Wilmersdorfie, rozszerzając od 1921 pole swojej aktywności prawniczej o praktykę notariuszowską.
Szerzej zasłynął w latach 20. jako adwokat dużych przedsiębiorstw branży filmowej i teatralnej, na przykład Tobis-Tonbild-Syndikat – dlatego też był jednym z pierwszych niemieckich prawników, którzy po pojawieniu się filmów dźwiękowych zajął się prawnym aspektem nowego medium.

### Kariera polityczna
Frankfurter należał do założycieli lewicowo-liberalnej Niemieckiej Partii Demokratycznej (DDP). W latach 1920–29 stał na czele jej komitetu organizacyjnego. W lutym 1928 wszedł w miejsce zmarłego kolegi partyjnego, Fritza Raschiga, do Reichstagu III kadencji (do wyborów w maju tego samego roku). Osobiście sprzeciwiał się połączeniu DDP z Niemiecką Partią Państwową, był jednak skłonny to zaakceptować dla dobra partii.
Po przejęciu władzy przez nazistów w 1933, wobec prześladowań z uwagi na swoje żydowskie pochodzenie, wyemigrował: najpierw do Szwajcarii – pracował w Zurychu jako adwokat – a następnie (w 1939) do Urugwaju, gdzie zmarł.